# Балчуг (местность)
Ба́лчуг — историческая местность в Москве на острове Балчуг, в его средней части, в районе современной улицы Балчуг. С запада соседствует с Болотом, с востока — с Садовниками. Соединяется Большим Москворецким мостом с Красной площадью, Малым Москворецким мостом — с Большой Ордынкой, Чугунным мостом — с Пятницкой улицей.

## Название
По одной версии, название происходит от татарского слова «балчык» — глина, грязь, из-за глинистых почв в этой местности, по другой — от слова «балчук» — рыбный торг, базар, привоз.

## История
Местность Балчуг известна с XIV века. В XVI—XVII веках на территории Балчуга существовала Средняя садовая слобода, где была построена церковь Великомученика Георгия Победоносца в Ендове (1653 год, колокольня 1806 года). С XVI века на Балчуге помещались городские бани и продуктовый рынок (с XVIII века — лесной).
28 ноября 1897 года была введена в эксплуатацию Центральная электрическая станция «Общества электрического освещения 1886 года». В 1897 году построена гостиница «Балчуг».
В 1930-х годах реконструированы Раушская и Садовническая набережные.
Балчуг — самое тёплое место в Москве, зимой температура воздуха здесь на несколько градусов выше, чем в среднем по городу.

## Примечательные здания и сооружения
- Гостиница «Балчуг»
- ГЭС-1